# Anna Bardorf
Anna Bardorf (* 1961 in Berlin) ist eine deutsche Schauspielerin.

## Leben
Anna Bardorf wuchs in West-Berlin auf. Als Kind spielte sie drei Jahre in der Fernsehreihe Denkste vom SFB mit. Nach einer Fachausbildung zur Fototechnikerin, absolvierte sie von 1985 bis 1989 ihre Schauspielausbildung an der Berliner Schule für Bühnenkunst. Ab 1990 spielte sie an den verschiedensten Bühnen, u. a. am Theater zum westlichen Stadthirschen, am Theater am Halleschen Ufer, am Stadttheater Freiberg, am Landestheater Neustrelitz, am Schillertheater, am Stadttheater Bern, am Theater Solothurn/Biel und am Theater unterm Dach.
Bardorf lebt in Berlin. Neben ihrer Muttersprache Deutsch spricht sie auch fließend Englisch und Französisch.

## Werdegang
Seit 1993 hat sie als Schauspielerin vor der Kamera in mehreren Filmen und Fernsehserien mitgewirkt.

## Filmografie (Auswahl)
- 1993: Peter Strohm (Fernsehserie, 1 Folge)
- 2000: Für alle Fälle Stefanie (Fernsehserie, 1 Folge)
- 2008: Gute Zeiten, schlechte Zeiten (Fernsehserie)
- 2016: SOKO Wismar (Fernsehserie, 1 Folge)
- 2016: Reise nach Jerusalem (Kino)
- 2019: Jerks. (Fernsehserie, 1 Folge)
- 2019: Ella Schön (Fernsehserie, 1 Folge)
- 2020: SOKO Leipzig (Fernsehserie, 1 Folge)
- 2020: Letzte Spur Berlin (Fernsehserie, 1 Folge)
- 2021: Vika (Kurzfilm SWR, arte)
- 2022: Einfach mal was Schönes (Kino)
- 2022: Der Kommissar und die Eifersucht (Fernsehreihe)
- 2022: Martin liest den Koran (Kino)
- 2023: Es geht um Luis (Kino)
- 2023: Rote Rosen (Fernsehserie)